# بل یواچ-۱ان توین هوی
بل یواچ-۱ان توین هوی (به انگلیسی: Bell UH-1N Twin Huey) یک بالگرد ساختِ کارخانهٔ بل هلیکوپتر در کشور ایالات متحده آمریکا و کانادا است که در سال ۱۹۶۹–۱۹۷۰ ساخته شد. نخستین استفاده‌کنندهٔ این بالگرد نیروی تفنگداران دریایی ایالات متحده آمریکا بوده‌است. این بالگرد برای نخستین بار در ۱ آوریل ۱۹۶۹ میلادی مورد استفاده قرار گرفت.

## نگارخانه

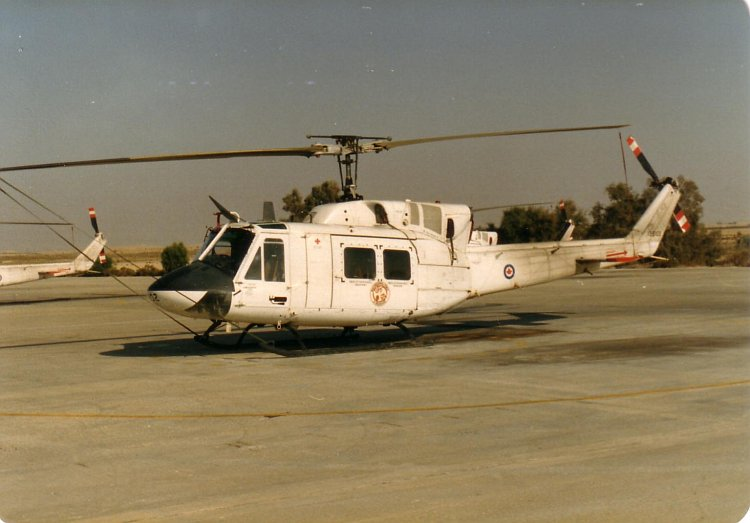
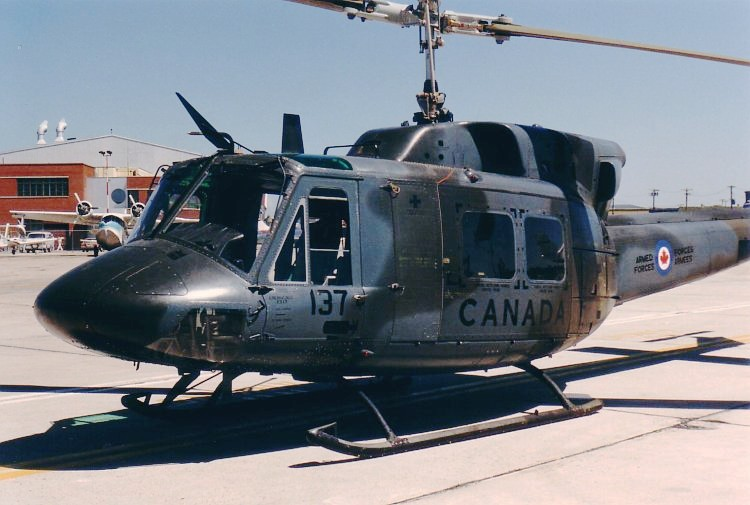
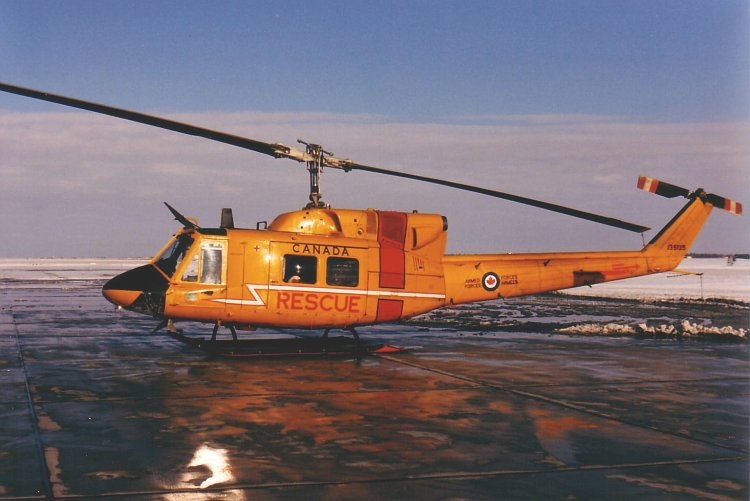
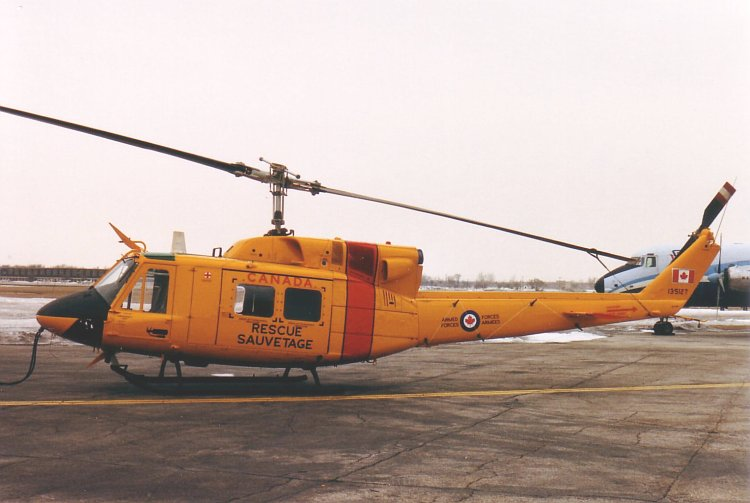
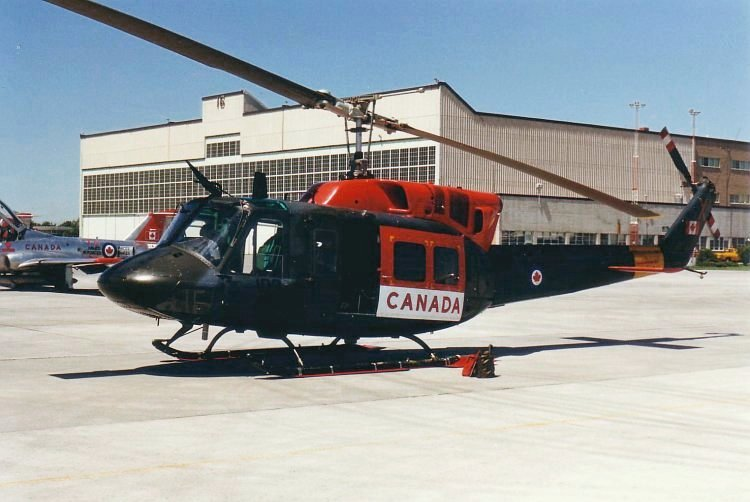
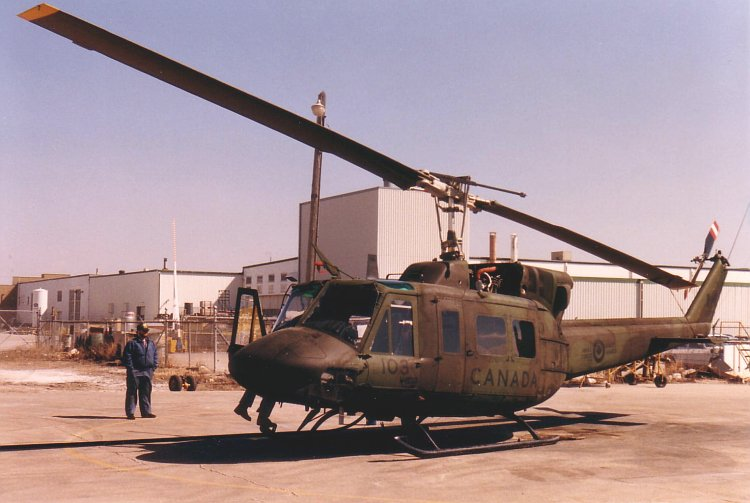
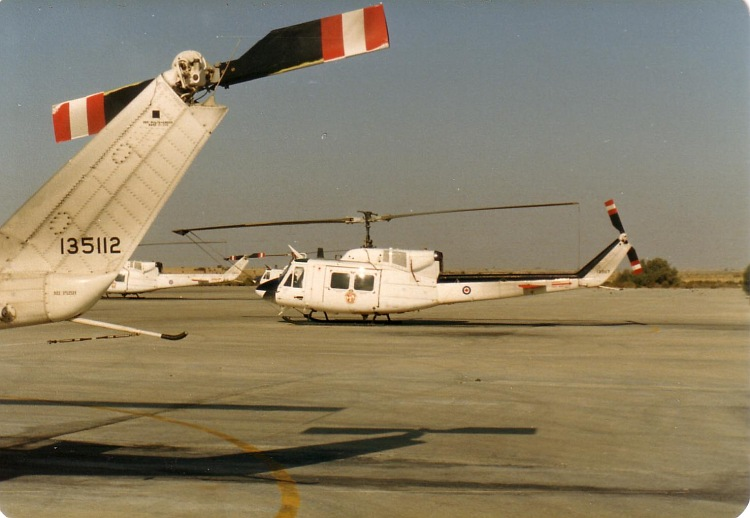
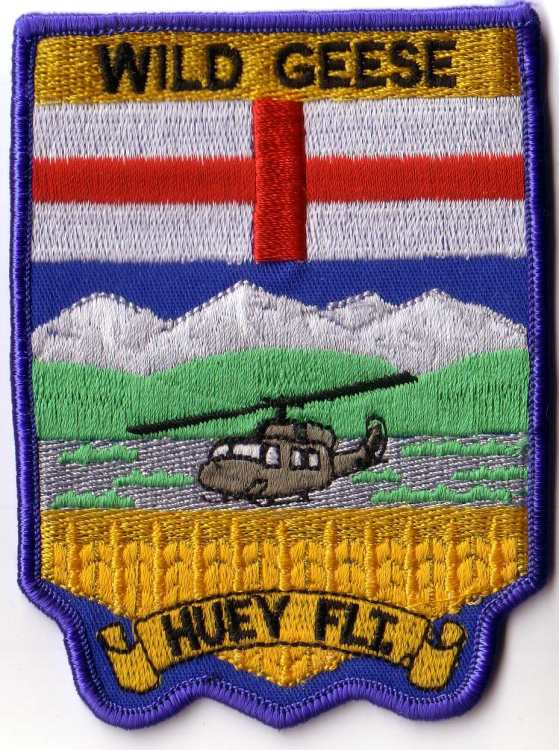